# Yvon Segalen
Yvon Segalen (Brest, 15 aprile 1906 – Le Chesnay, 13 gennaio 2000) è stato un calciatore francese, di ruolo centrocampista.

## Carriera

### Nazionale
Ha collezionato tre presenze con la propria Nazionale.

## Statistiche

### Cronologia presenze e reti in Nazionale
| Cronologia completa delle presenze e delle reti in nazionale ― Francia | Cronologia completa delle presenze e delle reti in nazionale ― Francia | Cronologia completa delle presenze e delle reti in nazionale ― Francia | Cronologia completa delle presenze e delle reti in nazionale ― Francia | Cronologia completa delle presenze e delle reti in nazionale ― Francia | Cronologia completa delle presenze e delle reti in nazionale ― Francia | Cronologia completa delle presenze e delle reti in nazionale ― Francia | Cronologia completa delle presenze e delle reti in nazionale ― Francia |
| Data                                                                   | Città                                                                  | In casa                                                                | Risultato                                                              | Ospiti                                                                 | Competizione                                                           | Reti                                                                   | Note                                                                   |
| ---------------------------------------------------------------------- | ---------------------------------------------------------------------- | ---------------------------------------------------------------------- | ---------------------------------------------------------------------- | ---------------------------------------------------------------------- | ---------------------------------------------------------------------- | ---------------------------------------------------------------------- | ---------------------------------------------------------------------- |
| 9-5-1929                                                               | Colombes                                                               | Francia                                                                | 1 – 4                                                                  | Inghilterra                                                            | Amichevole                                                             | -                                                                      |                                                                        |
| 19-5-1929                                                              | Colombes                                                               | Francia                                                                | 1 – 3                                                                  | Jugoslavia                                                             | Amichevole                                                             | -                                                                      |                                                                        |
| 26-5-1929                                                              | Liegi                                                                  | Belgio                                                                 | 4 – 1                                                                  | Francia                                                                | Amichevole                                                             | -                                                                      |                                                                        |
| Totale                                                                 |                                                                        | Presenze                                                               | 3                                                                      |                                                                        | Reti                                                                   | 0                                                                      |                                                                        |